# 国际卫星标识符
国际卫星标识符或国际卫星识别符号，也被称作（COSPAR ID），在美国则被称作NSSDC ID，是用于命名、标识人造卫星的国际惯例。

## 说明
COSPAR ID由两排数字与一排字母组成。第一排数字为该卫星的发射年、第二排数字为该卫星在其发射年的全球发射顺序、跟在第二排数字右侧的字母则是在该次发射任务中分离出多个部分时用于标识每一部分使用。
该标识系统一般被称作COSPAR命名法。COSPAR是国际空间研究委员会（Committee on Space Research）的英文缩写。
若发射任务失败，则不适用于该惯例。此类物体以随意的命名方式进行编录。例如VAGSL1代表发射失败的人造卫星：尖兵SLV1（Vanguard SLV1）

## 使用范例
这里以史波尼克1號、哈勃太空望远镜为例说明COSPAR ID的用法和含义。

### 史波尼克1号
COSPAR ID：1957-001B
- 1957是该卫星的发射年
- 001表示该卫星是在该年第一次发射任务中升空的
- B代表他是这次发射中分离出来的第二部分，即只有一枚衛星B。（第一部分是它的运载火箭，COSPAR ID为1957-001A）

### 哈勃太空望远镜
COSPAR ID：1990-037B
- 该卫星于1990年升空
- 该卫星是该年第37次成功的发射任务。
- 该卫星是该发射任务中分离出来的第二部分，因為此前沒有繼續配置衛星，此次只有哈勃被列為B。（第一部分是它的运载机具，执行STS-31任务的发现号航天飞机，COSPAR ID为1990-037A）

## 历史
国际空间研究委员会于1958年在哈佛大学提出的最初的命名系统是使用小写希腊语命名卫星的，例如斯普特尼克1号在该系统内被命名为1957α。1963年时被改为数字系统，但因为电脑程序不便向前兼容一时没有统一。例如1969年的TRW宇宙日志季刊依然将1963年前的人造卫星用希腊文字系统标注。

## COSPAR ID检索
该标识符的编录工作由美国国家航空航天局下辖的国家太空科学数据中心（NSSDC）所管理。

## 另見
- 衛星目錄序號（Satellite Catalog Number）